# SM i scrabble
SM i scrabble har anordnats av Svenska Scrabbleförbundet årligen sedan 1999 med undantag för 2020 då tävlingen var inställd på grund av Covid-19-pandemin.
2018 års svenska mästerskap, det tjugonde i ordningen, hölls i Göteborg, 2 - 4 november. 

## Svenska mästare genom åren
- 1999 i Uppsala - Stefan Diös
- 2000 i Malmö - Per Starbäck
- 2001 i Stockholm - Greger Nässén
- 2002 i Stockholm - Birgitta Ländin
- 2003 i Stockholm - David Holmberg
- 2004 i Uppsala - Niklas Elmefjäll
- 2005 i Göteborg - Niklas Elmefjäll
- 2006 i Stockholm - Gunnar Andersson
- 2007 i Örebro - Gunnar Andersson
- 2008 i Göteborg - Björn Ericson
- 2009 i Uppsala - Björn Ericson
- 2010 i Stockholm - Johan Rönnblom
- 2011 i Göteborg - Alexander Sandström
- 2012 i Norrköping - James Reimdal
- 2013 i Uppsala - Alexander Sandström
- 2014 i Göteborg - Inger Wingård
- 2015 i Enköping - Björn Ericson
- 2016 i Stockholm - Johannes Åman Pohjola
- 2017 i Esbo, Finland - Paul Eberhardsson
- 2018 i Göteborg - Jonathan Ljungberg
- 2019 i Stockholm - Johan Rönnblom
- 2020 - Inställt på grund av Covid-19-pandemin.
- 2021 i Stockholm - Jonathan Ljungberg
- 2022 i Göteborg - Emma Ekman
- 2023 i Jönköping - Björn Ericson